# Вереск (фильм, 1938)
Вереск (пол. Wrzos) — польский черно-белый фильм 1938 года, мелодрама.
Экранизация одноименной повести Марии Родзевич.

## Сюжет
Чтобы угодить отцу, молодой расточитель Анджей Саницкий готов заключить фиктивный брак с сельской простушкой Казей, но продолжить роман с варшавской любовницей. Он не скрывает намерений перед невестой, которая тоже рассчитывает на фиктивный брак, потому что любит другого мужчину. Однако красота и безупречные манеры молодой жены сделали её новой звездой варшавского общества, поэтому Анджей порвал с любовницей и стал настаивать на настоящем браке и общей спальне с Казей, хотя её сердце по-прежнему отдано другому.

## В ролях
- Франтишек Бродневич — Анджей Саницкий,
- Станислава Ангель-Энгелювна — Казя,
- Ханна Бжезиньская — Селина, баронесса,
- Мечислав Цибульский — Стах Богуцкий,
- Мечислава Цвиклиньская — Рамшицова,
- Ванда Яршевская — Вольская,
- Лидия Высоцкая — Дембская,
- Ядвига Букоемская — знакомая Дембской,
- Владислав Грабовский — граф Колоцкий,
- Ежи Кобуш — Антось,
- Казимеж Юноша-Стемповский — председатель,
- Александр Зельверович — отец Кази,
- Янина Янецкая — мачеха,
- Станислава Высоцкая — бабушка,
- Ирена Скверчиньская — повариха.